# Yamato 000593
Yamato 000593 (abrégé en Y 000593) est la deuxième plus grosse météorite martienne trouvée sur Terre,,. Elle s'est formée il y a environ 1,3 milliard d'années au sein d'une coulée de lave sur Mars, et a été éjectée par un impact il y a environ 11 millions d'années. La météorite a atterri en Antarctique il y a environ 50 000 ans. La masse de la météorite est de 13,7 kg. Elle montre les signes d'une altération aqueuse (météorisation).

## Découverte
La météorite est découverte fin décembre 2000 par la 41e expédition japonaise de recherche en Antarctique, sur le glacier Yamato (en) (chaîne de la Reine-Fabiola, terre de la Reine-Maud),.

## Caractéristiques
Yamato 000593 est une roche magmatique de composition basaltique, cumulative et non bréchifiée. Elle est principalement constituée de cristaux allongés d'augite, une solution solide du groupe des pyroxènes. Elle contient aussi de l'iddingsite, formée par altération aqueuse du basalte.
Certaines couches d'iddingsite renferment des sphères riches en carbone, et des microtubules émanant des veines d'iddingsite, présentant des formes courbes et ondulées semblables aux textures de bio-altération observées dans les verres basaltiques terrestres. La présence de carbone sous une forme autre que des carbonates est attribuable à de la matière organique incorporée dans l'iddingsite, mais la morphologie seule des microtubules n'est pas un argument suffisant pour évoquer l'intervention d'une forme de vie primitive,,.

## Images

Images de Yamato 000593 en microscopie électronique à balayage
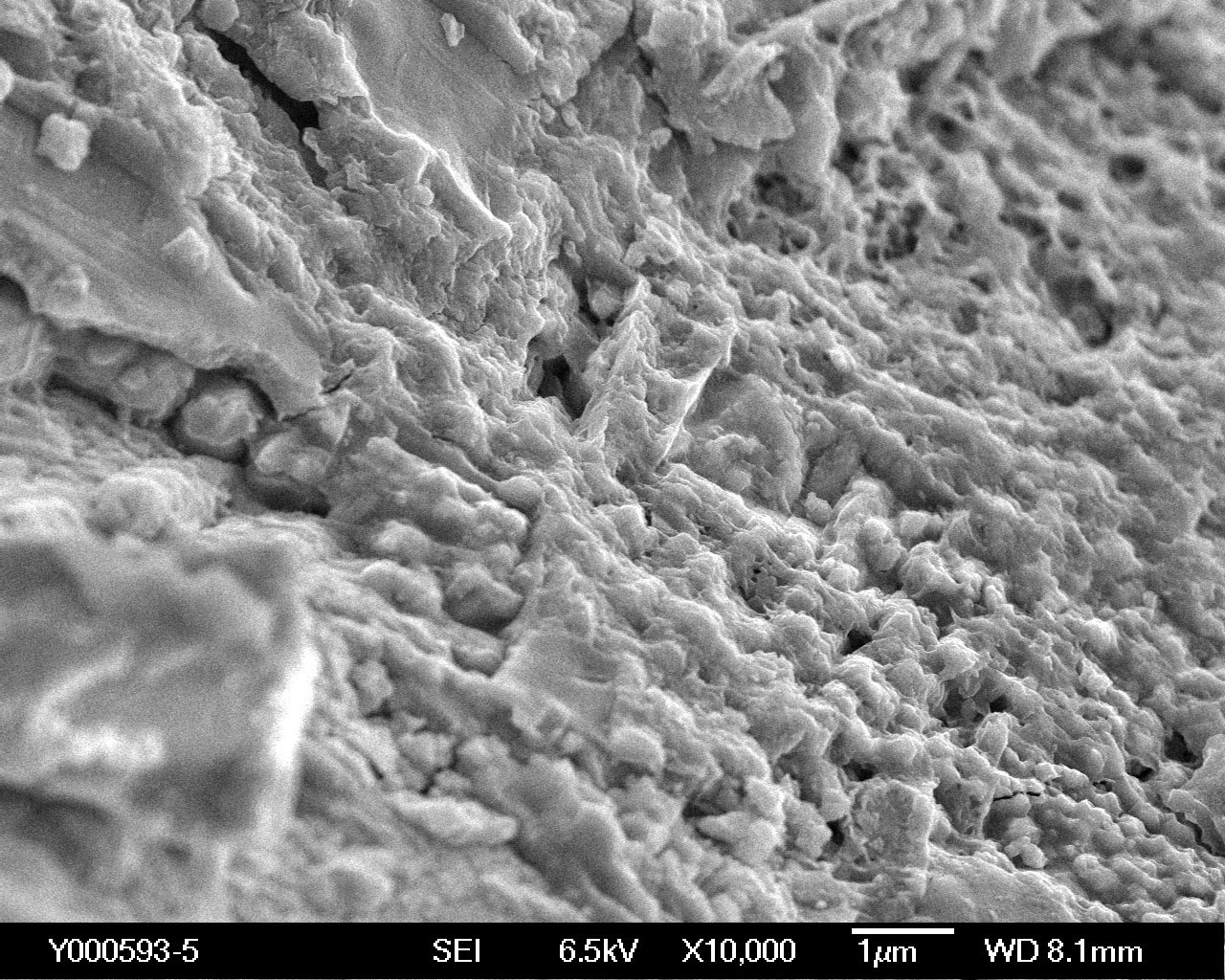
Image de la surface, semblable à celle de Nakhla.
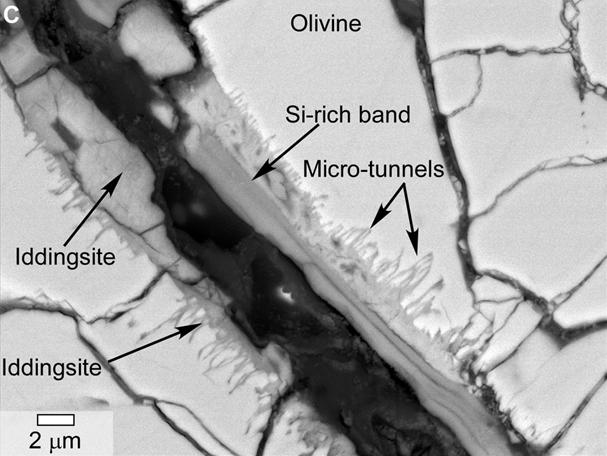
Iddingsite, témoin d'une altération aqueuse. Les micro-tunnels pourraient avoir été formés par une activité biologique.
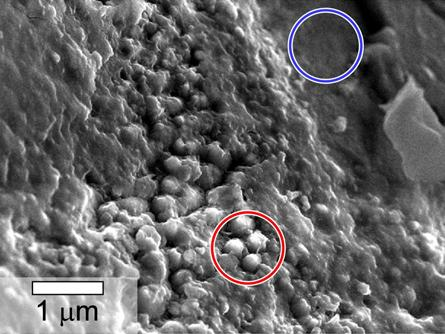
Les zones comportant des sphères (en rouge) comportent deux fois plus de carbone que les zones qui en sont dépourvues (en bleu).